# Der Eisenrost
Der Eisenrost（ディア アイゼンロスト）は、日本のメタルパーカッションバンド。
1993年結成、2017年解散（休止）。
映画監督の塚本晋也のほぼ全てのサウンドトラックを担当する。

## 概要
1993年、結成。
1994年、Japan Overseasより、ライブ音源とスタジオ収録の2曲によるCDアルバム「Armored Weapon」を発表。初来日のエスプレンドー・ジオメトリコなどと共演。
1999年、新宿LOFTで行われたイベント「DRIVE TO 2000」に参加。
2000年、渋谷 La Mamaにて行われたライブを映画監督の塚本晋也が撮影し、DVD「TOKYO FIST」の特典映像として収録された。秋には札幌で行われた音楽イベント「MIX2000」に参加。
2003年、9月に発売されたインダストリアル雑誌「IndustrialnatioN #18」の日本特集で記事が掲載された。アルバム・DVDは海外でも高く評価されている。
来日ミュージシャンとの共演も多く、インダストリアルミュージックの重鎮と言われた。
2017年12月21日、石川が死去。石川の没後以降、活動休止状態となる。

## メンバー
- 石川忠、川原伸一（メタルパーカッション）
- 矢吹JOE〈マスハラカツヒコ〉（ベース）
- 千葉浩平（ドラム）
- 関伸一（ギター、ボーカル）

## ディスコグラフィ

### アルバム
- ARMORED WEAPON（CDアルバム）
- 東京フィスト（CDアルバム）

### DVD
- THELAW OF CAUSARITY（LIVE DVD）